# Edler Wilder

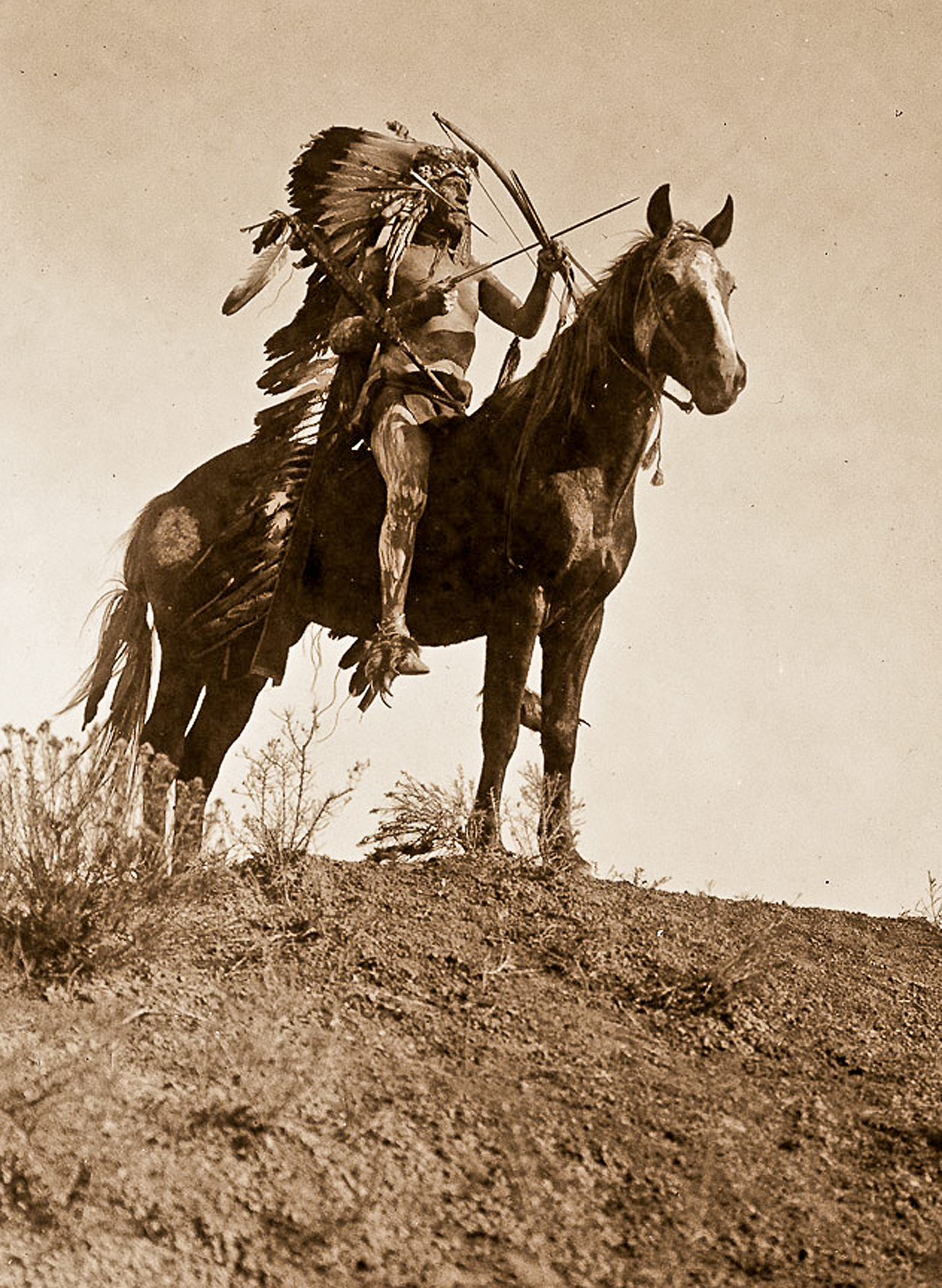
Absarokee-Indianer auf Pferd in heroischer Pose, Fotografie von Edward Curtis

Idyllische Szene mit Tahitianerinnen von Paul Gauguin

Edler Wilde ist ein Schlagwort, das auf ein Idealbild des von der Zivilisation „unverdorbenen Naturmenschen“ verweist. Zentral ist die Vorstellung, dass der Mensch ohne Einfluss der Zivilisation von Natur aus gut sei. Er ist bis heute ein beliebter Topos kulturkritischer Autoren. In der modernen Ethnologie gilt der Begriff des Edlen Wilden als längst überholte These.
Nach der europäischen Entdeckung und Eroberung Amerikas fand dieser Gedanke einigen Anklang; er nahm insbesondere in dem Epos La Araucana (um 1570) von Alonso de Ercilla y Zúñiga Gestalt an. Michel de Montaigne verwendete 1580 erstmals den Begriff. Hundert Jahre später griffen John Dryden und Aphra Behns die Idee wieder auf (letztere in ihrem 1688 erschienenen Roman Oroonoko). Im 18. Jh. war der Philosoph Jean-Jacques Rousseau einer ihrer prominenten Vertreter, und vornehmlich in der Romantik fand diese Vorstellung viele Anhänger.
Bezüge finden sich im Unschuldszustand im biblischen Garten Eden vor dem Sündenfall, im griechischen Mythos des goldenen Zeitalters sowie der Insel der Seligen der griechischen Mythologie. Anders als die Vorstellung vom „edlen Wilden“ verorten diese mythologischen Überlieferungen das prä-zivilisatorische „goldene Zeitalter“ jedoch in einem vergangenen Weltzeitalter und nicht bei heute existierenden sogenannten „Naturvölkern“. Während in traditionellen mythologischen Weltbildern die Abfolge der Weltzeitalter gewöhnlich als Abstieg und eine Verschlechterung gesehen wird, verwarfen die Entwickler des modernen aufklärerisch-evolutionistischen Weltbilds diese traditionelle Sicht der Dinge und kehrten sie um, indem sie Geschichte als permanente kulturelle Höherentwicklung aus einem keineswegs paradiesischen, sondern „rohen“ Urzustand beschrieben.

## Begriffsgeschichte
Die Vorstellung vom „Edlen Wilden“ setzt das Aufeinandertreffen einer „Zivilisations-“ mit einer „Naturgesellschaft“ voraus. Eine solche Situation bestand während der Expansionszeit europäischer Mächte (Spanien, Portugal, Frankreich, England, Niederlande) seit Ende des 15. Jahrhunderts. Die entstehende Kolonialisierung in Afrika, Asien, Amerika und im Pazifik führte zur Vereinnahmung der dortigen Kulturen in den Machtbereich der Eroberer. Die verbreitete Annahme, dass der Begriff des Edlen Wilden auf Jean-Jacques Rousseau zurückgehe, ist falsch. In Wahrheit etablierte Michel de Montaigne 1580 in seinem Essay Des Cannibales erstmals diesen Terminus. Dabei fällt auf, dass hauptsächlich Menschen aus Nord- und Lateinamerika sowie aus Ozeanien als Edle Wilde gesehen wurden. „Edle“ Afrikaner stellen eine Ausnahme dar.
Trotz Anerkennung der kolonialisierten Völker als Menschen gab es keinerlei Bestreben, ihnen gleiche politische oder wirtschaftliche Rechte zu gewähren. Es entstand eine Klassifizierung dieser Menschen als „primitiv“ oder „wild“, die indirekt eine Ungleichbehandlung (Zwei-Klassen-Gesellschaft), Unterdrückung bis hin zur Sklaverei oder kulturelle oder physische Ausrottung rechtfertigte.
Die Idee des Edlen Wilden lässt sich teilweise als Versuch werten, die Ungleichbehandelten aufzuwerten. Edel ist er gerade wegen der „Ursprünglichkeit“, die sich in der geringen Einflussnahme auf seine Umwelt beziehungsweise in seiner naturnahen Lebensweise ausdrückt. Darin wird eine Art menschlicher „Urzustand“ gesehen; vergleichbar mit einem „unschuldigen“ Kind, das noch keine weitreichende Verantwortung für sein Tun übernehmen muss. Das eigentliche Interesse des Diskurses ist jedoch nicht der „Wilde“, sondern die eigene Gesellschaft, der man den edlen Wilden als Maßstab gegenüberstellt. Sie wird als unmoralisch und verdorben angesehen. Die romantisierende Vorstellung von Indigenen, die im Einklang mit der Natur leben, ist dabei eine Reaktion auf ein Gefühl der Entwurzelung, das der technische Fortschritt bei einigen Menschen hervorruft.

## In der Literatur
Schon Louis-Armand de Lom d’Arce, genannt Baron de Lahontan, ein Forschungsreisender in Neufrankreich, verknüpfte 1705 mit der Figur des „edlen Wilden“, seinem Gesprächspartner aus dem Volk der Huronen, eine radikal sozialkritische und politische Sicht auf die Verhältnisse im alten Europa.
Der von Jean-Jacques Rousseau 1755 in seinem Werk Discours sur l’inégalité postulierte Naturzustand des Menschen wird im Allgemeinen als Ursprung dieses idealisierten Menschenbildes gewertet.
Im Jahr 1771 erschien Louis Antoine de Bougainvilles ausführlicher Reisebericht seiner Weltumsegelung, Voyage autour du monde par la frégate du roi La Boudeuse et la flûte L'Étoile. In diesem Bericht stellte der Aufenthalt in Tahiti seine interessanteste Station dar, hier treffen die europäische Zivilisation mit der Kultur der Tahitianer zusammen, den edlen oder guten Wilden.
Friedrich Melchior Grimm, damals federführend für die Correspondance littéraire, philosophique et critique verantwortlich, bat Denis Diderot, eine Buchbesprechung des Bougainville´schen Reiseberichts zu verfassen. Diderot entsprach diesem Wunsch, arbeitete aber die Rezension noch weiter aus zu einem Essay, Supplément au voyage de Bougainville 1771. Darin betonte er die von Bougainville berichtete freundliche und offene Kultur der Polynesier einschließlich ihrer sexuellen Freizügigkeit und stellte sie als positives Beispiel der in seinen Augen schädlichen christlichen Moral Europas gegenüber. Diderot nutzte Bougainvilles Beobachtungen als Beleg für seine These, dass es den Menschen möglich sei, glücklich zu leben, wenn ihre Gesellschaft nach den Gesetzen der Natur ausgerichtet sei.
Ein Musterbeispiel liefert das dramatische Gedicht "Der Wilde" von Johann Gottfried Seume, der 1782/83 ein Jahr in Kanada verbracht hatte. Nachdem Seume einem egoistischen Europäer einen altruistischen Huronen gegenübergestellt hat, lässt er letzteren sagen: "Seht, ihr fremden, klugen, weisen, Leute, / Seht, wir Wilden sind doch beßre Menschen."
Die Lederstrumpfromane von James Fenimore Cooper (erschienen 1823–1841) sind eines der ersten bekannten Werke, die das Konzept des edlen Wilden literarisch verarbeiteten. In ihnen wird es unter anderem durch die beiden Mohikaner Chingachgook und seinen Sohn Uncas verkörpert. Insbesondere letzterer gilt als klassisches Beispiel des edlen Wilden in der Literatur.
Der Wilde Westen Karl Mays sieht die Auseinandersetzung zwischen Gut und Böse vielfach als die Auseinandersetzung des edlen Wilden (v. a. verkörpert in der Figur des Apatschen-Häuptlings Winnetou) mit dem von der Zivilisation korrumpierten Wilden (etwa dessen Gegenspieler Tangua). In seiner Reiseerzählung Am Rio de la Plata (Bd. 12 der Gesammelten Werke des Bamberger Karl-May-Verlags) breitet der Verfasser durch eine quasi-wissenschaftliche Argumentation das Gegensatzpaar des edlen (nordamerikanischen) und des durch ethnische „Vermischung“ verdorbenen, unedlen südamerikanischen Indianers aus.
Schöne neue Welt (1932) von Aldous Huxley ist eine modernere Bearbeitung des Themas.

## Eigenschaften des Edlen Wilden
Die Vorstellung vom edlen Wilden setzt eine oberflächliche Kenntnis vom Leben anderer Völker voraus. Viele Autoren und Leser interessieren sich wenig für philosophische Fragen der Menschheitsentwicklung, für Pädagogik oder Gesellschaftskritik. Stattdessen treibt sie das Bedürfnis nach Unterhaltung, Neugierde und ein Schaudern gegenüber dem Fremden. Man kann diese Haltung bereits Exotismus nennen. Wer das Edle in fremden, als ursprünglich vorgestellten Kulturen vermutet, sucht ein „Paradies auf Erden“.
Die moderne Forschung konnten die Idee vom edlen Wilden nicht bestätigen: Nicht existente oder stark idealisierte Eigenschaften werden ihm zugeschrieben, sowie häufig reale Phänomene einzelner Ethnien (etwa: herrschaftsfreie- und egalitäre Gesellschaftstrukturen, „Krieg und Frieden“ in vorstaatlichen Gesellschaften, bestimmte „naturschonende“ Tabus und totemistische Ideen, Heiligung der Erde, „Ursprüngliche Wohlstandsgesellschaft“) ungeprüft und stereotypisiert auf alle angeblich „edle Wilden“ übertragen. Dies sind zum Beispiel:
- Leben „im Einklang mit der Natur“
- Gesellschaft ohne Verbrechen
- vollständige Autonomie
- Unschuld und Idylle
- kein Lügen
- gute Gesundheit
- ethische Integrität
- Sexuelle Freizügigkeit

Die Vorstellung vom „Edlen Wilden“ beeinflusst auch die politische Auseinandersetzung. Ein Beispiel ist der Umgang der Industriegesellschaft mit dem Lebensraum indigener Völker (etwa der Regenwald-Ethnien in Südamerika oder der Aborigines in Australien). Steven Pinker kritisierte die Vorstellung in Das Unbeschriebene Blatt (2002).